# Copestylum florella
Copestylum florella är en tvåvingeart som först beskrevs av Hull 1944.  Copestylum florella ingår i släktet Copestylum och familjen blomflugor.
Artens utbredningsområde är Guyana. Inga underarter finns listade i Catalogue of Life.